# Subiaco (Arkansas)
Subiaco è un comune (town) degli Stati Uniti d'America della contea di Logan nello Stato dell'Arkansas. La popolazione era di 572 abitanti al censimento del 2010. La cittadina deve il suo nome all'omonimo comune nella regione del Lazio, in Italia. Subiaco è la sede dell'abbazia di Subiaco, un monastero cattolico e scuola privata.

## Geografia fisica
Subiaco è situata a 35°17′38″N 93°38′17″W (35.293759, -93.638034).
Secondo lo United States Census Bureau, ha un'area totale di 1,85 mi² (4,79 km²).

## Società

### Evoluzione demografica
Secondo il censimento del 2010, la popolazione era di 572 abitanti.

### Etnie e minoranze straniere
Secondo il censimento del 2010, la composizione etnica della città era formata dall'86.7% di bianchi, il 3.5% di afroamericani, lo 0.9% di nativi americani, il 7.9% di asiatici, lo 0.0% di oceanici, lo 0.0% di altre razze, e l'1.0% di due o più etnie. Ispanici o latinos di qualunque razza erano lo 0.9% della popolazione.